# Уайна-Пикчу
Уайна-Пикчу (кечуа Wayna Pikchu — «Молодая гора») — гора в Перу, вокруг которой река Урубамба делает поворот. Поднимается над Мачу-Пикчу на 360 метров (2721 метр над уровнем моря).
Пик можно условно разделить на три раздела: нижний, средний и верхний. Во втором разделе всё ещё существуют некоторые дороги, которые были созданы жителями Мачу-Пикчу.